# Shipibo-Conibo
Shipibo-Conibo, alternative Schreibweise: Shipibo-Konibo, ist der Name zweier eng verwandter indigener Ethnien, die im Osten Perús in der Umgebung des Flusses Ucayalí siedeln (Region Loreto und Region Ucayalí); sie leben von Ackerbau, Fischerei und Tierhaltung. Ihre Sprache, die ebenfalls als Shipibo-Conibo bezeichnet wird, wird von ca. 26.000 Menschen gesprochen.

## Kultur und Lebensweise
Die Shipibo-Conibo versuchen ihre althergebrachte Lebensweise mit der Moderne zu verbinden. Viele ihrer Traditionen werden bewahrt, etwa die Institution des Medizinmannes, der die Droge Ayahuasca verwendet, um in die Geisterwelt zu gelangen. Spirituelle Lieder und Mythen haben ihre künstlerischen Arbeiten und Designs beeinflusst; man findet sie auf ihrer Kleidung, auf Töpferwaren, Werkzeugen und Textilwaren. Einige der Menschen leben in der Stadt Pucallpa, in der sehr viele Indigene leben. Die meisten leben jedoch in weit gestreuten Dörfern im Regenwald, der sich von Brasilien nach Ecuador erstreckt. Neben der traditionellen Subsistenzwirtschaft, die auf Fisch, Maniok und tropischen Früchten aufbaut, verdienen sie mit dem Verkauf von Kunsthandwerk und Töpferwaren Geld. Seit dem Ende des 17. Jahrhunderts ist die christliche Mission bei den Shipibo-Conibo tätig (vor allem Franziskaner) – dennoch bis heute nur mit mäßigem Erfolg. Die reichhaltige traditionelle Kosmologie ist nach wie vor aktuell. Die Geisterbeschwörer des Stammes haben seit jeher viel Macht. Ihre Fähigkeit, (spirituelle) Grenzen zu überwinden und Gegensätze zu vereinen, bildet einen sozialen Kontrollmechanismus. Insgesamt waren die Kontakte zur „euroamerikanischen Welt“ in den letzten 300 Jahren nur sporadisch.
Die Fruchternte wird durch die globale Erwärmung in den letzten Jahren negativ beeinflusst: Durch Überschwemmungen einerseits und ungewöhnliche Trockenheit andererseits – ihrerseits beeinflusst durch Abholzung und Erosion – wurden die Obstbäume und Bananenstauden stark in Mitleidenschaft gezogen.

## Sprachverwandtschaft
Shipibo-Conibo gehört zur Sprachfamilie der Pano-Sprachen (engl. Panoan), die aus 28 Einzelsprachen besteht (zur weiteren Klassifikation s. Indigene amerikanische Sprachen).

## Sprachliche Charakteristik

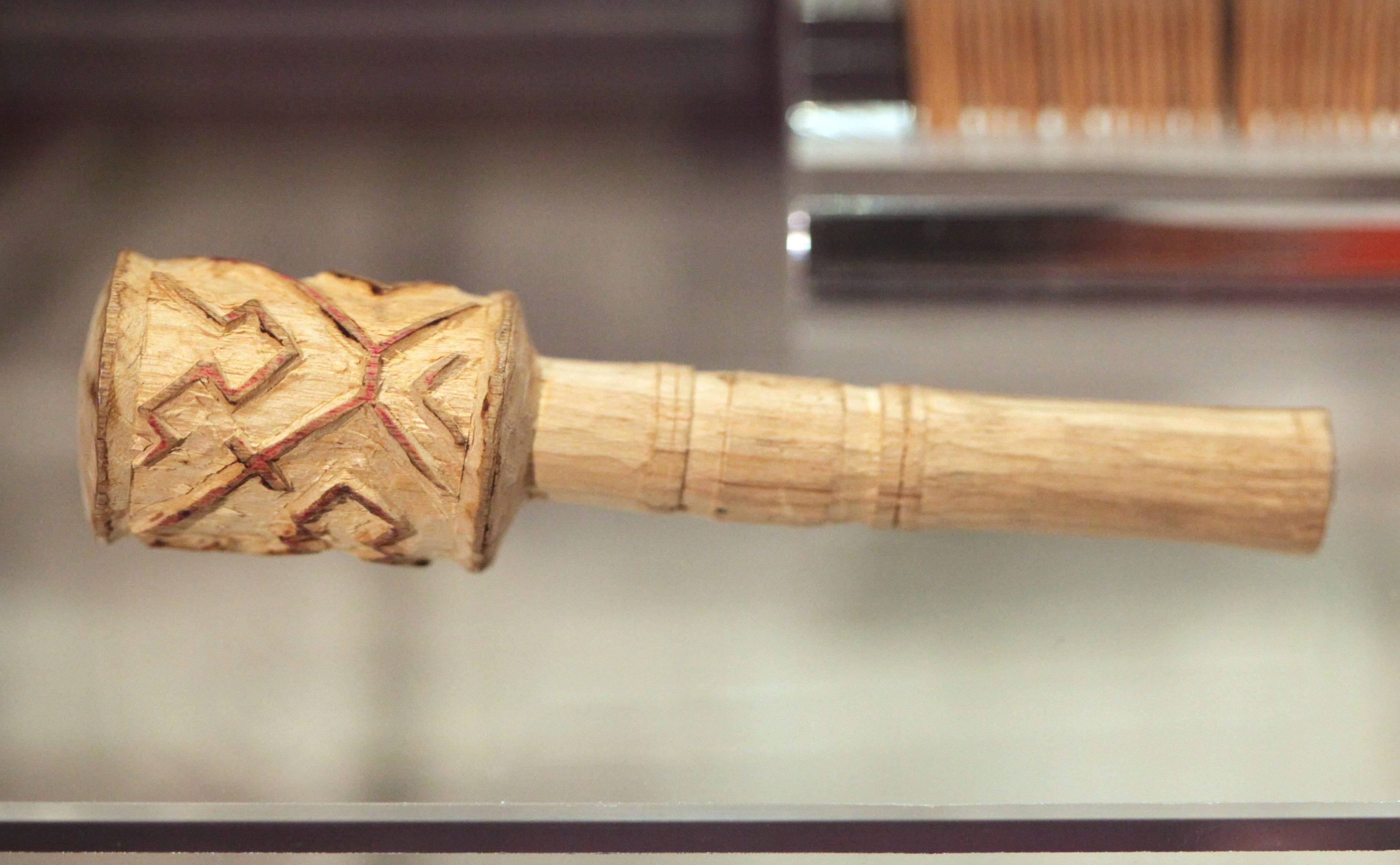
Stempel der Shipibo-Conibo zur Körperbemalung

Das Suffix -bo (Shipi-bo, Coni-bo) bezeichnet den Plural. Das Shipibo-Conibo verfügt über ein sehr großes Repertoire an Suffixen, die an das Nomen und vor allem an das Verb agglutiniert werden können. Es ist eine Ergativsprache, die Grundwortstellung ist Subjekt-Objekt-Verb. Der Satzmodus muss in jedem Satz obligatorisch durch ein Suffix bezeichnet werden.
Im Shipibo-Conibo existiert ein System von subordinierten Verbformen (s. Konverben), die nicht nur Vorzeitigkeit, Gleichzeitigkeit und Nachzeitigkeit zum Hauptsatz ausdrücken können, sondern auch Subjektgleichheit und -ungleichheit mit dem Hauptsatz. Interessanterweise kann auch die Gleichheit des direkten Objekts im subordinierten Satz mit dem Subjekt des Hauptsatzes (bei Vorzeitigkeit) durch eine spezielle Verbform angezeigt werden.
Bei einer Reihe von Verben können Nomen, die Körperteile bezeichnen, in das Verb aufgenommen werden (Inkorporation), wobei diese Nomen bis auf eine Silbe verkürzt werden, z. B.:
choc- „waschen“ + mequen „Hand“ → mechoc- „die Hände waschen“.
Personalpronomen
| ea        | ich         |
| mia       | du          |
| ja        | er, sie, es |
| noa       | wir         |
| mato      | ihr         |
| jato/jabo | sie         |

Die Person wird in dieser Sprache nicht am Verb ausgedrückt.